# Anourosorex assamensis
Anourosorex assamensis là một loài động vật có vú trong họ Chuột chù, bộ Soricomorpha. Loài này được Anderson mô tả năm 1875.